# 캐시 루이스 켈러
캐시 루이스 켈러(Kathy Louise Keller, 1950년 ~ )는 미국의 작가, 강연자, 교회 설립자, 기독교 신학자로 뉴욕타임스 베스트셀러 목록에 이름을 올린 바 있다. 그녀는 뉴욕 리디머 장로교회의 팀 켈러(1950~2023) 목사의 아내로 부부가 공동으로 그 교회를 설립하였다. 캐시 켈러 (크리스티)는 펜실베이니아 주 피츠버그에서 웨스팅 하우스 전기 회사의 임원이자 크로아티아 출신이며, 제 2 차 세계 대전 조종사 인 메리 루이스 스티븐스와 헨리 R. 크리스티 (크리스톨리치) 사이에서 태어났다. 1975년 그녀는 매사추세츠의 고든 콘웰 신학교에서 신학 석사 (M.T.S.)를 우등으로 졸업하고, 팀 켈러를 만났다. 1989년 켈러 부부는 미국에서 가장 영향력 있는 교회 중 하나가 된 미국 장로교(PCA) 소속으로 뉴욕 리디머 장로교회를 설립했다. 캐시 켈러는 리디머에서 커뮤니케이션 위원회와 커뮤니케이션 및 미디어 담당 부국장, 편집자 등 다양한 역할을 수행했다. 그녀는 세 명의 성인 아들이 있다.